# Carina Reiter
Carina Reiter (* 22. November 1988 in Schwarzach im Pongau) ist eine österreichische Politikerin der Österreichischen Volkspartei (ÖVP). Seit dem 23. Oktober 2019 ist sie Abgeordnete zum Nationalrat.

## Leben

### Ausbildung und Beruf
Carina Reiter besuchte nach der Volksschule in Pöham und der Hauptschule in Werfen von 2003 bis 2008 die Höhere Lehranstalt für Land- und Ernährungswirtschaft Pitzelstätten. Anschließend war sie als Bildungsmanagerin beim Ländlichen Fortbildungsinstitut (LFI) Salzburg tätig. 2014/15 war sie Projektmitarbeiterin bei der Bundes-Lehrlings- und Fachausbildungsstelle (LFA), 2015/16 Angestellte im Bereich Service beim Maschinenring Pongau und 2016 bis 2018 Assistentin der Vertriebsleitung beim Raiffeisenverband Salzburg (Lagerhaus-Technik Salzburg). Seit 2018 ist sie Bezirksgeschäftsführerin der Pinzgauer Volkspartei.

### Politik
Reiter war von 2011 bis 2013 Ortsgruppenleiterin der Landjugend in Pfarrwerfen und 2013/14 Bezirksleiterin der Landjugend Pongau-Tennengau Sankt Johann im Pongau. Seit 2016 vertritt sie die Landjugend Österreich im Ausschuss für Bildung und Beratung der Landwirtschaftskammer. In Pfarrwerfen gehört sie seit der Wahl 2014 dem Gemeinderat an. Bei den Jungbauern des Österreichischen Bauernbund es ist sie Mitglied im Salzburger Landesvorstand sowie im Bundespräsidium. Seit 2018 gehört sie dem Bezirksvorstand der ÖVP Pongau, dem Landespräsidium des Arbeitnehmerinnen- und Arbeitnehmerbundes Salzburg und dem Landesvorstand der Salzburger Volkspartei an. Seit 2019 ist sie Kammerrätin der Arbeiterkammer für die ÖAAB-FCG Fraktion.
Bei der Nationalratswahl 2019 kandidierte sie für die ÖVP hinter Spitzenkandidat Franz Eßl als Listenzweite im Regionalwahlkreis Lungau/Pinzgau/Pongau sowie auf Platz fünf im Landeswahlkreis Salzburg. Am 23. Oktober 2019 wurde sie zu Beginn der XXVII. Gesetzgebungsperiode als Abgeordnete zum österreichischen Nationalrat angelobt.
Im August 2021 wurde sie als Nachfolgerin von Franz Xaver Broidl zur Bundesobfrau von Österreichs Jungbauern gewählt. Im ÖVP-Parlamentsklub übernahm sie im Dezember 2021 die Funktion der Jugendsprecherin von Claudia Plakolm. In der XXVIII. Gesetzgebungsperiode wurde sie Bereichssprecherin für Umwelt und Klimaschutz. Im Mai 2025 wurde sie als Bundesschriftführerin des Bauernbundes wiedergewählt.